# Carnets du vertige
Carnets du vertige, literalmente Notas da vertigem, é um livro de notas do alpinista francês Louis Lachenal que fez parte em 1950 da expedição francesa ao Annapurna, expedição chefiada por Maurice Herzog, um dos cumes com mais de  8 000 m do mundo, o Annapurna.
Quando Lachenal morre em 1955 numa crevasse na vallée Blanche, as notas que ele havia tomado durante essa célebre expedição são preparadas por Gérard Herzog, irmão de Maurice, que os publica com o título Carnets du vertige.
Em 1996 Jean Claude Lachenal, o filho de Louis, vai falar com o editor Michel Guérin com manuscritos inéditos do seu pai que descrevem uma outra versão da ascensão. Les Carnets du vertige são então enriquecidos e reeditados e vêm aumentar a controvérsia da expedição.